# Incidente de Tientsin (1931)

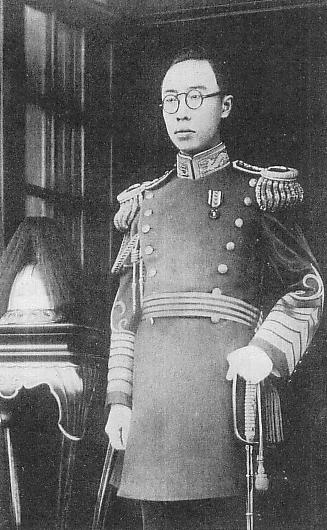
Puyi, como emperador de Manchukuo, 1932.

El incidente de Tientsin en 1931 fue la operación planeada por el Ejército de Kwantung del Imperio del Japón para colocar a Puyi en el trono de la Manchuria controlada por los japoneses. El plan, orquestado por el coronel Kenji Doihara y el coronel Itagaki Seishiro fue exitoso, y Pu Yi fue entronizado como "Emperador Datong" de Manchukuo al año siguiente.

## Antecedentes
Después de que la revolución de Xinhai de 1912 derrocó a la Dinastía Qing en China, el último emperador Qing, Puyi, continuó viviendo en la Ciudad Prohibida en Beijing. Fue expulsado por el señor de la guerra Feng Yuxiang en 1924, y encontró refugio dentro de la concesión extraterritorial japonesa en Tientsin.
En 1931, el Ejército Imperial Japonés invadió Manchuria sin autorización previa del Cuartel General Imperial o del gobierno civil en Tokio. Después de invadir rápidamente el territorio y crear un nuevo estado teóricamente independiente de Japón, el ejército japonés necesitaba encontrar símbolos de legitimidad, por lo que el nuevo estado recibiría reconocimiento diplomático internacional. La restauración de Puyi al trono de sus antepasados manchúes proporcionó uno de esos símbolos, y enfatizó la postura de Japón a favor de la tradición sobre el comunismo y el republicanismo, y tuvo un tremendo valor de propaganda.

## Implementación
Puyi tuvo ocasión de reunirse con muchos líderes militares y civiles japoneses durante su estancia en Tientsin, y su pariente lejano (y huésped ocasional de la casa) Yoshiko Kawashima era una confidente cercana de Doihara. Puyi fue receptivo al esquema, que vio como un posible trampolín para la restauración de su dominio sobre toda China; Por otro lado, temía convertirse en un peón de los japoneses, y los peligros para sí mismo si ese plan fallaba.
Doihara tenía un horario apretado. Para que el plan tuviera éxito, era necesario aterrizar Puyi en Yingkow antes de que ese puerto se congelara; Por lo tanto, era imperativo que la operación concluyera con éxito antes del 16 de noviembre de 1931.
El Ministro de Asuntos Exteriores japonés, Kijuro Shidehara, se enteró del plan para devolver a Puyi a Manchuria y le ordenó al cónsul general japonés en Tientsin que se opusiera al plan. En la tarde del 1 de noviembre de 1931, el Cónsul General contactó con Doihara, pero Doihara se determinó y declaró que si el Emperador estaba dispuesto a arriesgar su vida al regresar a Manchuria, sería fácil hacer que todo el asunto pareciera ser instigado por Realistas chinos; además declaró que hablaría con el emperador; y si el emperador no estaba dispuesto, enviaría un telegrama a las autoridades militares de Mukden para suspender la operación.
Durante la tarde del 2 de noviembre de 1931, Doihara visitó a Puyi y le informó que las condiciones eran favorables y que esa oportunidad no debía perderse. Japón lo reconocería como Emperador de un estado independiente y concluiría alianzas defensivas y ofensivas con su nuevo país para defenderse de la posibilidad de que los ejércitos nacionalistas chinos atacaran. Puyi parecía dispuesto a seguir el consejo de Doihara cuando le dijeron que la Casa Imperial de Japón favorecía su restauración, pero aun así se negó a dar una respuesta definitiva.
El Cónsul General japonés continuó sus esfuerzos para disuadir a Doihara, pero sin resultados. Doihara encontró cierta dificultad cuando un periódico chino en Shanghái publicó una cuenta de la operación y alegó que Puyi había rechazado la oferta de Doihara.
Para acelerar la decisión de Puyi, Doihara recurrió a varios esquemas. Puyi recibió una bomba escondida en una canasta de frutas; También recibió cartas amenazadoras de la "Sede del Grupo de Sangre de Hierro", así como de otros. Doihara instigó una revuelta en Tientsin el 8 de noviembre de 1931 con la ayuda de personajes del inframundo, sociedades secretas y pícaros de la ciudad, a quienes pagó y les proporcionó armas provistas por Itagaki. Los alborotadores arrestados juraron más tarde que a los provocadores japoneses les habían pagado cuarenta dólares mexicanos cada uno.
El Cónsul General japonés, en un intento adicional de llevar a cabo las órdenes de Shidehara, advirtió a la policía china del motín inminente y pudieron evitar que fuera un éxito total; pero arrojó a Tientsin al desorden. Una mafia china de 2.000 chocó con la policía china cerca de la frontera entre la ciudad china y la concesión extranjera. El comandante de la guarnición japonesa rechazó a los manifestantes de las cercanías de la concesión japonesa con estallidos de fuego de ametralladoras, pero disparó sus piezas de campo al barrio chino de Tientsin para crear más confusión.
Los disturbios continuaron hasta la noche del 10 de noviembre de 1931, cuando Doihara sacó en secreto a Puyi de su residencia en un muelle en un automóvil vigilado por un grupo equipado con ametralladoras, entró en un pequeño lanzamiento militar japonés con unos pocos hombres vestidos de civil y cuatro o cinco armaron soldados japoneses y se dirigieron río abajo al distrito de Tanggu. En Tanggu, la fiesta abordó el barco Awaji Maru con destino a Yingkow. Puyi llegó a Yingkow el 13 de noviembre de 1931. Se emitió un comunicado a las agencias de noticias de que Puyi había huido por su vida como resultado de las amenazas y los disturbios en Tientsin.
El 1 de marzo de 1932, Puyi fue instalado como Jefe Ejecutivo de Manchukuo. El 1 de marzo de 1934, fue proclamado Emperador de Manchukuo.